# Clermont Airport
Clermont Airport är en flygplats i Australien. Den ligger i kommunen Isaac och delstaten Queensland, omkring 750 kilometer nordväst om delstatshuvudstaden Brisbane.
Trakten runt Clermont Airport är nära nog obefolkad, med mindre än två invånare per kvadratkilometer.. Närmaste större samhälle är Clermont, nära Clermont Airport.
I omgivningarna runt Clermont Airport växer huvudsakligen savannskog.  Genomsnittlig årsnederbörd är 784 millimeter. Den regnigaste månaden är februari, med i genomsnitt 153 mm nederbörd, och den torraste är augusti, med 16 mm nederbörd.